# Dubrovnik (1931)
Dubrovnik (później Premuda i TA 32) – wielki niszczyciel zbudowany dla Jugosłowiańskiej Marynarki Wojennej w latach 30. XX w., w kwietniu 1941 po ataku na Jugosławię przejęty przez Włochów, następnie, po kapitulacji tychże we wrześniu 1943 przez Niemców, którzy dokonali jego samozatopienia w kwietniu 1945 r. Był jedynym okrętem swojego typu.
Okręt zbudowany w stoczni Yarrow Shipbuilders w Glasgow był w owym czasie największym okrętem, jaki tam zbudowano. Jugosławia żądała, by zbudować okręt szybszy i lepiej uzbrojony niż jego jakikolwiek potencjalny włoski przeciwnik. Stępkę pod budowę okrętu położono 10 czerwca 1930 r., a wcielono go do służby w maju 1932 r. Artyleria została dostarczona przez czeskie Zakłady Škoda, zaś uzbrojenie przeciwlotnicze było uważane za silne.

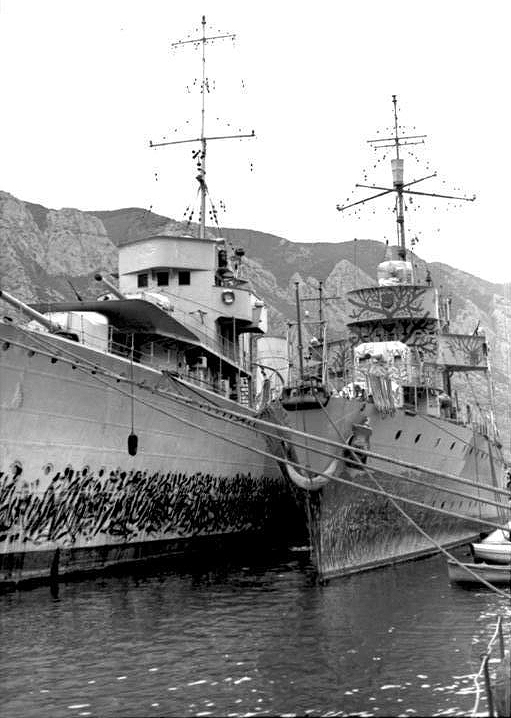
„Dubrovnik” (po lewej) i „Beograd” po zdobyciu przez Włochów

W służbie jugosłowiańskiej okręt m.in. przewoził króla Aleksandra I podczas jego wizyt we Francji w 1934, a następnie po zamachu przywiózł jego zwłoki do kraju. Po ataku na Jugosławię 17 kwietnia 1941 okręt został zdobyty przez Włochów w bazie w Kotorze.
W składzie Regia Marina okręt przebudowano i zmieniono nazwę na „Premuda”. Wymieniono działa 84 mm i działka 37 mm oraz wyposażono jednostkę w nowy dalmierz. Okręt uczestniczył w służbie konwojowej do Afryki Północnej oraz przeciwdziałał alianckiej operacji Harpoon.
W chwili kapitulacji Włoch „Premuda” znajdował się w remoncie w Genui, gdzie została przejęta przez Niemców. Wymienili oni uzbrojenie na 3 działa 105 mm i zamienili go w okręt wczesnego ostrzegania wyposażony w radar typu Freya, wkrótce zastąpiony przez czwarte działo 105 mm i wyrzutnie torped. Okręt pod nazwą „TA 32” był flagowym okrętem 10 Flotylli bazującej w Genui i aktywnej na Morzu Liguryjskim; walczył m.in. z brytyjskimi niszczycielami w marcu 1945.
25 kwietnia 1945 r. tuż przed zajęciem Genui przez Aliantów, okręt został zatopiony przez własną załogę. W marcu 1950 roku podniesiony z dna i złomowany we włoskim porcie Savona.